# Gary Junction Road
Great Central Road – droga w Australii, w większości nieutwardzona o długości 864 km, łącząca drogę Tanami Road, 138 km na północny zachód od Alice Springs na obszarze Terytorium Północnego, z drogą Gary Highway w Australii Zachodniej.